# 1335 Demoulina
1335 Demoulina је астероид главног астероидног појаса са средњом удаљеношћу од Сунца која износи 2,240 астрономских јединица (АЈ).
Апсолутна магнитуда астероида је 12,9 а геометријски албедо 0,060.